# 블랙 버드 (미니시리즈)
《블랙 버드》(영어: Black Bird)는 2022년 7월 8일부터 2022년 8월 5일까지 애플 TV+를 통해 공개된 미국의 실화 바탕 드라마 미니시리즈이다.
2023년 제80회 골든 글로브상 미니시리즈·앤솔러지·TV 영화 부문 작품상과 남우주연상(태런 에저턴) 후보에 지명되었고, 폴 월터 하우저가 남우조연상을 수상하였다. 또한 2024년 제75회 프라임타임 에미상에서 미니시리즈·영화 부문 남우주연상(에저턴)과 남우조연상(하우저, 레이 리오타) 후보로 올라 하우저가 수상까지 성공하였다.

## 개요
제임스 "지미" 킨은 학창 시절 촉망 받는 미식축구 선수였으나 범죄에 발을 들인 뒤 마약 밀매 및 불법 무기 소지죄로 가석방 없는 10년형을 받는다. 지미의 매력, 화술, 총명함에 주목한 FBI는 완전 감형을 조건으로 걸고, 연쇄살인범 래리 홀에게 접근해 그가 강간 살해한 여성 14명을 묻은 장소를 알아낼 것을 지미에게 요구한다.

## 출연진
메인
- 태런 에저턴 - 제임스 "지미" 킨 역
- 폴 월터 하우저 - 래리 홀 역
- 세피데이 모아피 - 로런 매콜리 역: 지미를 관리하는 FBI 요원.
- 그레그 키니어 - 브라이언 밀러 역: 실종 피해자들을 조사 중인 형사.
- 레이 리오타 - 제임스 "빅 짐" 킨 역: 전직 경찰인 지미의 아버지.

리커링
- 제이크 매클로플린 - 게리 홀 역: 래리의 쌍둥이 형제.
- 로버트 위즈덤 - 에드먼드 보몬트 역: 로런의 FBI 상관.
- 토니 아멘돌라 - 빈센트 "더 친" 지간테 역: 마피아 제노베세 패밀리의 두목.
- 크리스토퍼 B. 덩컨 - 에런 지커먼 역: 교도소의 정신과의사.